# Karl Metzner

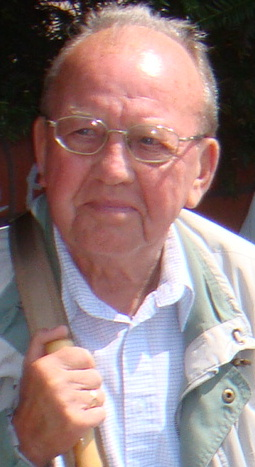
Pfarrer i. R. Karl Metzner 2009

Karl Metzner (* 1. Oktober 1927 in Großbreitenbach; † 26. August 2018 in Erfurt) war ein deutscher evangelischer Pfarrer. Er war Widerstandskämpfer gegen das Naziregime und Oppositioneller in der DDR.

## Leben
Karl Metzner besuchte in den Jahren 1942 und 1943 die Handelsschule in der Erfurter Talstraße. Zusammen mit vier Schulkameraden bildete er die Widerstandsgruppe um Jochen Bock, um etwas gegen den Zweiten Weltkrieg, gegen Hitler und die Naziherrschaft zu unternehmen. Die Gruppe beschriftete Schutzhütten im Erfurter Steigerwald mit Anti-Hitler-Parolen und verbreitete ein Flugblatt gegen den Krieg. Im September wurde sie verraten, die Schüler von der Gestapo ins Gefängnis gebracht. Als Rädelsführer galt Jochen Bock, der zu zwei Jahren Haft verurteilt wurde und 1947 an einer Tbc-Erkrankung starb. Metzner kam nach knapp neunmonatiger Untersuchungshaft frei. Im Jahr 1944 wurde er zur Wehrmacht eingezogen und geriet in französische Gefangenschaft. In dieser Zeit verankerte sich in ihm der Gedanke, Pfarrer zu werden.
Nach der Heimkehr aus der Kriegsgefangenschaft studierte er ab 1948 Theologie an der Predigerschule in Wittenberg. 1952 trat er seine erste Pfarrstelle im südbrandenburgischen Lauchhammer an. Er konnte 1957 die Johanneskirche in Lauchhammer-Süd errichten, einen der wenigen Kirchenneubauten in der DDR. 1975 kehrte Metzner nach Erfurt zurück und wurde Pfarrer in Hochheim. 1992 trat er in den Ruhestand.
Seit der Kriegsgefangenschaft war Metzner überzeugter Pazifist. Er nahm in den 1950er Jahren an den ersten Einsätzen von Aktion Sühnezeichen teil. Schon in Lauchhammer wandte Metzner sich 1967 gegen die vormilitärische Ausbildung in der DDR. In Erfurt rief er 1978 das Friedensgebet in St. Lorenz ins Leben, um ein Zeichen gegen den Wehrunterricht zu setzen. Den Aufnäher Schwerter zu Pflugscharen, das Symbol der kirchlichen Friedensbewegung in der DDR, trug er offen an seinem Talar. Von der Stasi wurde er jahrelang beobachtet und – letztlich erfolglos – zur Tätigkeit als Spitzel erpresst. Schon zu DDR-Zeiten engagierte er sich in der Christlichen Friedenskonferenz und in der Wendezeit im Neuen Forum. Später beteiligte er sich in zahlreichen weiteren Initiativen wie der Deutsch-Israelischen Gesellschaft, der Martin-Niemöller-Stiftung, der Vereinigung der Verfolgten des Naziregimes – Bund der Antifaschisten, bei amnesty international und dem Deutsch-Arabischen Friedenswerk.
Am 6. September 1952 heiratete Karl Metzner seine aus Stettin stammende Verlobte Ursula. Er war Vater von zwei Söhnen und einer Tochter und hatte sieben Enkel und einen Urenkel.

## Ehrungen und Rezeption
Metzner durfte sich 2007 in das Goldene Buch der Stadt Erfurt eintragen. 2014 wurde er mit dem Jochen-Bock-Preis der Stadt Erfurt ausgezeichnet. 2018 wurde sein Schicksal in einer Graphic Novel dargestellt.